# Stanko Lasić (književni povjesničar)
Stanko Lasić (Karlovac, 25. lipnja 1927. – Pariz, 5. listopada 2017.) je hrvatski književni teoretičar, povjesničar i esejist, poznati krležolog, dopisni član Hrvatske akademije znanosti i umjetnosti. Pred smrt je živio u Parizu.

## Životopis
Rodio se je u Karlovcu. U rodnom gradu pohađao je osnovnu školu i gimnaziju. Studirao je na Filozofskom fakultetu u Zagrebu gdje je diplomirao jugoslavenske književnosti i filozofiju. Doktorirao je na M. Cihlaru Nehajevu. Od 1955. do 1976. predavao je na Filozofskom fakultetu u Zagrebu na Katedri za noviju hrvatsku književnost. Nakon toga radio je kao lektor i profesor na slavističkim katedrama u Francuskoj i Nizozemskoj.
Uređivao je časopise Croaticu i Književnu smotru.
Zbog svoje znanstvene uvjerljivosti, rezignirane mudrosti i nepokolebljivosti u potrazi za činjenicama, Lasićevo djelo Krleža, kronologija života i rada jedno je od najvažnijih djela hrvatske književnosti.

## Djela
- Sukob na književnoj ljevici 1928-1952, 1970.
- Poetika kriminalističkog romana, 1973.
- Struktura Krležinih »Zastava«, 1974.
- Problemi narativne strukture, 1977.
- Krleža. Kronologija života i rada, 1982.
- Književni počeci Marije Jurić Zagorke (1873-1910), 1986.
- Mladi Krleža i njegovi kritičari, 1987.
- Krležologija ili povijest kritičke misli o Miroslavu Krleži, I-VI, 1989-93.
- Tri eseja o Evropi, 1992.

## Nagrade i priznanja
- 1970. nagrada Vladimir Nazor za književnost
- 2014. nagrada grada Karlovca